# 류량 선생 묘
류량선생묘(柳亮先生墓)는 대한민국 경기도 남양주시 조안면 시우리에 있는, 고려말 조선초의 문신인 충경공 유양(1354∼1416)의 묘이다. 1984년 9월 12일 경기도의 기념물 제78호로 지정되었다.

## 개요
고려말 조선초의 문신인 충경공 유양(1354∼1416)의 묘이다.
고려 우왕 때 문과에 급제하여 여러 관직을 지내다가 1392년 조선 왕조 개국에 협력하여 공신이 되었으며, 주요 관직을 거치면서 조선 초기의 제도 확립에 크게 기여하였다. 태조 7년(1398) 왜구가 침입하자 이들을 무찔렀으나 포로를 놓쳐 합산에 유배되었다. 그러나 곧 풀려나서 정종 2년(1400) 방간의 난을 평정하고 태종 1년(1401) 좌명공신 4등에 올랐다. 태종 4년(1404)에는 대사헌에 올라 여러 벼슬을 거친 후 태종 15년(1415)에 우의정의 자리에 올랐으나 병으로 사임하였다.
봉분은 부인 정안 이씨와의 합장묘로 2기가 나란히 놓여 있다. 묘역은 전체적으로 3단의 계단식 모양인데 맨 윗단에는 봉분과 묘비를, 가운데에는 문인석을, 아래에는 멀리서도 무덤이 있음을 알려주는 망주석(望柱石)을 놓았다. 왼쪽 봉분 아래에는 긴 돌을 이용하여 3단으로 둘레석을 둘렀으며 오른쪽 부인의 봉분은 2단으로 둘렀다. 묘역 아래에는 왕이나 고관 등의 평생업적을 기리기 위해 무덤 근처 길가에 세워주는 신도비(神道碑)가 서 있는데 1959년에 후손들이 만든 것이다.

## 같이 보기
- 류량

## 참고 문헌
- 류량선생묘 - 국가유산청 국가유산포털